# N-I (foguete)

Foguete N-I

O N-I, ou N-1 foi um foguete derivado do estadunidense Delta, produzido sob licença no Japão. Era usado uma primeiro estágio o Thor-ELT, a Mitsubishi Heavy Industries concebido o motor LE-3 que foi usado como segundo estágio, e três  C astor MRE. Foram lançados sete foguetes N-I entre 1975 a 1982, antes de ter sido substituída pela N-II. Seis dos sete lançamentos foram bem sucedidos, no entanto, no quinto voo, houve uma falha entre o satélite e a terceira fase, o que causou a perda do satélite.
Em 29 de fevereiro de 1976, o segundo N-I conduzido o único lançamento orbital há ocorrer em um dia bissexto (antes do ano de 2008).

## Histórico de lançamento
| Data/Hora (GMT)                | S/N  | Carga                 | Órbita | Observações                                                             |
| ------------------------------ | ---- | --------------------- | ------ | ----------------------------------------------------------------------- |
| 9 de setembro de 1975, 05:30   | 1(F) | ETS-I (JETS-1/Kiku-1) | LEO    |                                                                         |
| 29 de fevereiro de 1976, 03:30 | 2(F) | ISS-1 (JISS-1/Ume-1)  | LEO    |                                                                         |
| 23 de fevereiro de 1977, 08:50 | 3(F) | ETS-II (Kiku-2)       | GTO    | Foi usado terceiro estágio                                              |
| 15 de fevereiro de 1978, 04:00 | 4(F) | ISS-2 (JISS-2/Ume-2)  | LEO    |                                                                         |
| 6 de fevereiro de 1979, 08:46  | 5(F) | ECS-A (Ayame 1)       | GTO    | Foi usado terceiro estágio Falha entre o satélite e o estágio superior. |
| 22 de fevereiro de 1980, 08:35 | 6(F) | ECS-B (Ayame 2)       | GTO    | Foi usado terceiro estágio                                              |
| 3 de setembro de 1982, 05:00   | 9(F) | ETS-III (Kiku-4)      | LEO    |                                                                         |